# ساروس خورشیدی ۱۳۱
ساروس ۱۳۱ دوره‌ای زمانی با چرخه‌ای حدود ۱۸ سال و ۱۱ روز و ۸ ساعت (تقریباً ۶۵۸۵ و یک سوم روز) است که شامل ۷۰ خورشیدگرفتگی می‌شود.

## رخدادها
| ساروس | عضو | تاریخ                       | زمان (بزرگ‌ترین) ساعت هماهنگ جهانی | نوع    | مکان طول و عرض جغرافیایی | گاما    | قدر    | گُستره (km) | مدت زمان (دقیقه: ثانیه) | منبع |
| ----- | --- | --------------------------- | --------------------------------- | ------ | ------------------------ | ------- | ------ | ---------- | ----------------------- | ---- |
| ۱۳۱   | ۱   | ۱ اوت ۱۱۲۵                  | ۵:۱۵:۰۹                           | جزئی   | 69.9N 109.5W             | 1.4666  | 0.1198 |            |                         |      |
| ۱۳۱   | ۲   | ۱۲ اوت ۱۱۴۳                 | ۱۲:۵۷:۳۶                          | جزئی   | 70.7N 121.9E             | 1.4088  | 0.2324 |            |                         |      |
| ۱۳۱   | ۳   | ۲۲ اوت ۱۱۶۱                 | ۲۰:۴۶:۳۷                          | جزئی   | 71.3N 8.8W               | 1.3564  | 0.334  |            |                         |      |
| ۱۳۱   | ۴   | ۳ سپتامبر ۱۱۷۹              | ۴:۴۲:۱۴                           | جزئی   | 71.7N 141.7W             | 1.3096  | 0.4241 |            |                         |      |
| ۱۳۱   | ۵   | ۱۳ سپتامبر ۱۱۹۷             | ۱۲:۴۵:۵۴                          | جزئی   | 71.9N 83.1E              | 1.2695  | 0.5009 |            |                         |      |
| ۱۳۱   | ۶   | ۲۴ سپتامبر ۱۲۱۵             | ۲۰:۵۵:۵۷                          | جزئی   | 71.9N 53.7W              | 1.2351  | 0.5664 |            |                         |      |
| ۱۳۱   | ۷   | ۵ اکتبر ۱۲۳۳                | ۵:۱۴:۳۴                           | جزئی   | 71.6N 167.4E             | 1.208   | 0.6174 |            |                         |      |
| ۱۳۱   | ۸   | ۱۶ اکتبر ۱۲۵۱               | ۱۳:۳۹:۲۰                          | جزئی   | 71N 27.4E                | 1.1863  | 0.6578 |            |                         |      |
| ۱۳۱   | ۹   | ۲۶ اکتبر ۱۲۶۹               | ۲۲:۱۱:۱۵                          | جزئی   | 70.3N 113.8W             | 1.1708  | 0.6862 |            |                         |      |
| ۱۳۱   | ۱۰  | ۷ نوامبر ۱۲۸۷               | ۶:۴۸:۱۵                           | جزئی   | 69.4N 104.2E             | 1.16    | 0.7059 |            |                         |      |
| ۱۳۱   | ۱۱  | ۱۷ نوامبر ۱۳۰۵              | ۱۵:۳۰:۵۶                          | جزئی   | 68.4N 38.4W              | 1.154   | 0.7163 |            |                         |      |
| ۱۳۱   | ۱۲  | ۲۹ نوامبر ۱۳۲۳              | ۰:۱۶:۱۱                           | جزئی   | 67.3N 178.8E             | 1.1509  | 0.7215 |            |                         |      |
| ۱۳۱   | ۱۳  | ۹ دسامبر ۱۳۴۱               | ۹:۰۳:۲۹                           | جزئی   | 66.3N 36.2E              | 1.15    | 0.7229 |            |                         |      |
| ۱۳۱   | ۱۴  | ۲۰ دسامبر ۱۳۵۹              | ۱۷:۵۰:۵۸                          | جزئی   | 65.2N 106W               | 1.1496  | 0.7231 |            |                         |      |
| ۱۳۱   | ۱۵  | ۳۱ دسامبر ۱۳۷۷              | ۲:۳۸:۱۰                           | جزئی   | 64.3N 112.2E             | 1.1494  | 0.7234 |            |                         |      |
| ۱۳۱   | ۱۶  | ۱۱ ژانویه ۱۳۹۶              | ۱۱:۲۱:۱۴                          | جزئی   | 63.4N 28.1W              | 1.1464  | 0.7287 |            |                         |      |
| ۱۳۱   | ۱۷  | ۲۱ ژانویه ۱۴۱۴              | ۲۰:۰۰:۴۶                          | جزئی   | 62.6N 167.3W             | 1.1411  | 0.7384 |            |                         |      |
| ۱۳۱   | ۱۸  | ۲ فوریه ۱۴۳۲                | ۴:۳۳:۴۲                           | جزئی   | 62N 55.4E                | 1.1309  | 0.7571 |            |                         |      |
| ۱۳۱   | ۱۹  | ۱۲ فوریه ۱۴۵۰               | ۱۳:۰۱:۲۳                          | جزئی   | 61.5N 80.5W              | 1.1169  | 0.7829 |            |                         |      |
| ۱۳۱   | ۲۰  | ۲۳ فوریه ۱۴۶۸               | ۲۱:۱۸:۵۵                          | جزئی   | 61.2N 146.3E             | 1.0953  | 0.8228 |            |                         |      |
| ۱۳۱   | ۲۱  | ۶ مارس ۱۴۸۶                 | ۵:۳۰:۰۰                           | جزئی   | 61N 14.7E                | 1.0689  | 0.8714 |            |                         |      |
| ۱۳۱   | ۲۲  | ۱۶ مارس ۱۵۰۴                | ۱۳:۳۰:۰۹                          | جزئی   | 61N 114W                 | 1.0345  | 0.9348 |            |                         |      |
| ۱۳۱   | ۲۳  | ۲۷ مارس ۱۵۲۲                | ۲۱:۲۲:۵۹                          | کامل   | 62N 127.7E               | ۰٫۹۹۴۶  | ۱٫۰۰۷۶ | ۳۴۷        | ۰ دقیقه و ۲۶ ثانیه      |      |
| ۱۳۱   | ۲۴  | ۷ آوریل ۱۵۴۰                | ۵:۰۴:۳۰                           | کامل   | 63.1N 34.7E              | ۰٫۹۴۶۲  | ۱٫۰۱۱۵ | ۱۲۳        | ۰ دقیقه و ۴۲ ثانیه      |      |
| ۱۳۱   | ۲۵  | ۱۸ آوریل ۱۵۵۸               | ۱۲:۳۹:۲۷                          | کامل   | 64.1N 67.8W              | ۰٫۸۹۳   | ۱٫۰۱۳۲ | ۱۰۰        | ۰ دقیقه و ۵۰ ثانیه      |      |
| ۱۳۱   | ۲۶  | ۲۸ آوریل ۱۵۷۶               | ۲۰:۰۴:۴۴                          | کامل   | 64.8N 168W               | ۰٫۸۳۲۸  | ۱٫۰۱۴  | ۸۶         | ۰ دقیقه و ۵۵ ثانیه      |      |
| ۱۳۱   | ۲۷  | ۲۰ مه ۱۵۹۴                  | ۳:۲۳:۱۷                           | کامل   | 64.9N 94.1E              | ۰٫۷۶۷۸  | ۱٫۰۱۴۱ | ۷۶         | ۰ دقیقه و ۵۸ ثانیه      |      |
| ۱۳۱   | ۲۸  | ۳۰ مه ۱۶۱۲                  | ۱۰:۳۴:۲۹                          | کامل   | 63.6N 1.9W               | ۰٫۶۹۷۶  | ۱٫۰۱۳۵ | ۶۵         | ۰ دقیقه و ۵۸ ثانیه      |      |
| ۱۳۱   | ۲۹  | ۱۰ ژوئن ۱۶۳۰                | ۱۷:۴۱:۰۷                          | مرکب   | 60.9N 98.3W              | ۰٫۶۲۴۴  | ۱٫۰۱۲۲ | ۵۴         | ۰ دقیقه و ۵۵ ثانیه      |      |
| ۱۳۱   | ۳۰  | ۲۱ ژوئن ۱۶۴۸                | ۰:۴۳:۲۲                           | مرکب   | 56.7N 164E               | ۰٫۵۴۸۳  | ۱٫۰۱۰۲ | ۴۲         | ۰ دقیقه و ۴۹ ثانیه      |      |
| ۱۳۱   | ۳۱  | ۲ ژوئیه ۱۶۶۶                | ۷:۴۲:۳۰                           | مرکب   | 51.4N 64.4E              | ۰٫۴۷۰۴  | ۱٫۰۰۷۵ | ۲۹         | ۰ دقیقه و ۳۹ ثانیه      |      |
| ۱۳۱   | ۳۲  | ۱۲ ژوئیه ۱۶۸۴               | ۱۴:۴۰:۳۵                          | مرکب   | 45.2N 37.1W              | ۰٫۳۹۲۶  | ۱٫۰۰۴۱ | ۱۶         | ۰ دقیقه و ۲۳ ثانیه      |      |
| ۱۳۱   | ۳۳  | ۲۴ ژوئیه ۱۷۰۲               | ۲۱:۳۸:۵۱                          | مرکب   | 38.4N 140.4W             | ۰٫۳۱۶   | ۱٫۰۰۰۱ | ۱          | ۰ دقیقه و ۱ ثانیه       |      |
| ۱۳۱   | ۳۴  | ۴ اوت ۱۷۲۰                  | ۴:۳۸:۱۵                           | حلقه‌ای | 31.1N 114.8E             | ۰٫۲۴۰۹  | ۰٫۹۹۵۷ | ۱۶         | ۰ دقیقه و ۲۷ ثانیه      |      |
| ۱۳۱   | ۳۵  | ۱۵ اوت ۱۷۳۸                 | ۱۱:۴۰:۱۲                          | حلقه‌ای | 23.7N 8.4E               | ۰٫۱۶۸۸  | ۰٫۹۹۰۷ | ۳۳         | ۱ دقیقه و ۰ ثانیه       |      |
| ۱۳۱   | ۳۶  | ۲۵ اوت ۱۷۵۶                 | ۱۸:۴۶:۱۷                          | حلقه‌ای | 16.1N 99.5W              | ۰٫۱۰۰۹  | ۰٫۹۸۵۳ | ۵۲         | ۱ دقیقه و ۳۸ ثانیه      |      |
| ۱۳۱   | ۳۷  | ۶ سپتامبر ۱۷۷۴              | ۱:۵۷:۴۰                           | حلقه‌ای | 8.7N 150.9E              | ۰٫۰۳۸۵  | ۰٫۹۷۹۷ | ۷۲         | ۲ دقیقه و ۲۰ ثانیه      |      |
| ۱۳۱   | ۳۸  | ۱۶ سپتامبر ۱۷۹۲             | ۹:۱۳:۵۲                           | حلقه‌ای | 1.3N 39.9E               | -۰٫۰۱۹۱ | ۰٫۹۷۳۹ | ۹۳         | ۳ دقیقه و ۲ ثانیه       |      |
| ۱۳۱   | ۳۹  | ۲۸ سپتامبر ۱۸۱۰             | ۱۶:۳۷:۲۵                          | حلقه‌ای | 5.8S 72.8W               | -۰٫۰۶۹۶ | ۰٫۹۶۸۱ | ۱۱۵        | ۳ دقیقه و ۴۵ ثانیه      |      |
| ۱۳۱   | ۴۰  | ۹ اکتبر ۱۸۲۸                | ۰:۰۷:۴۷                           | حلقه‌ای | 12.5S 173E               | -۰٫۱۱۳۹ | ۰٫۹۶۲۳ | ۱۳۷        | ۴ دقیقه و ۲۶ ثانیه      |      |
| ۱۳۱   | ۴۱  | ۲۰ اکتبر ۱۸۴۶               | ۷:۴۶:۱۲                           | حلقه‌ای | 18.7S 57.3E              | -۰٫۱۵۰۶ | ۰٫۹۵۶۷ | ۱۵۹        | ۵ دقیقه و ۵ ثانیه       |      |
| ۱۳۱   | ۴۲  | ۳۰ اکتبر ۱۸۶۴               | ۱۵:۳۰:۳۱                          | حلقه‌ای | 24.3S 59.3W              | -۰٫۱۸۱۶ | ۰٫۹۵۱۴ | ۱۸۱        | ۵ دقیقه و ۴۱ ثانیه      |      |
| ۱۳۱   | ۴۳  | ۱۰ نوامبر ۱۸۸۲              | ۲۳:۲۲:۲۱                          | حلقه‌ای | 29.2S 177W               | -۰٫۲۰۵۶ | ۰٫۹۴۶۵ | ۲۰۱        | ۶ دقیقه و ۱۴ ثانیه      |      |
| ۱۳۱   | ۴۴  | ۲۲ نوامبر ۱۹۰۰              | ۷:۱۹:۴۳                           | حلقه‌ای | 33.1S 64.8E              | -۰٫۲۲۴۵ | ۰٫۹۴۲۱ | ۲۲۰        | ۶ دقیقه و ۴۲ ثانیه      |      |
| ۱۳۱   | ۴۵  | خورشیدگرفتگی ۳ دسامبر ۱۹۱۸  | ۱۵:۲۲:۰۲                          | حلقه‌ای | 36.1S 53.7W              | -۰٫۲۳۸۷ | ۰٫۹۳۸۳ | ۲۳۶        | ۷ دقیقه و ۶ ثانیه       |      |
| ۱۳۱   | ۴۶  | خورشیدگرفتگی ۱۳ دسامبر ۱۹۳۶ | ۲۳:۲۸:۱۲                          | حلقه‌ای | 37.8S 172.6W             | -۰٫۲۴۹۳ | ۰٫۹۳۴۹ | ۲۵۱        | ۷ دقیقه و ۲۵ ثانیه      |      |
| ۱۳۱   | ۴۷  | خورشیدگرفتگی ۲۵ دسامبر ۱۹۵۴ | ۷:۳۶:۴۲                           | حلقه‌ای | 38.4S 68.2E              | -۰٫۲۵۷۶ | ۰٫۹۳۲۳ | ۲۶۲        | ۷ دقیقه و ۳۹ ثانیه      |      |
| ۱۳۱   | ۴۸  | خورشیدگرفتگی ۴ ژانویه ۱۹۷۳  | ۱۵:۴۶:۲۱                          | حلقه‌ای | 37.9S 51.2W              | -۰٫۲۶۴۴ | ۰٫۹۳۰۳ | ۲۷۱        | ۷ دقیقه و ۴۹ ثانیه      |      |
| ۱۳۱   | ۴۹  | خورشیدگرفتگی ۱۵ ژانویه ۱۹۹۱ | ۲۳:۵۳:۵۱                          | حلقه‌ای | 36.4S 170.4W             | -۰٫۲۷۲۷ | ۰٫۹۲۹  | ۲۷۷        | ۷ دقیقه و ۵۳ ثانیه      |      |
| ۱۳۱   | ۵۰  | خورشیدگرفتگی ۲۶ ژانویه ۲۰۰۹ | ۷:۵۹:۴۵                           | حلقه‌ای | 34.1S 70.2E              | -۰٫۲۸۲  | ۰٫۹۲۸۲ | ۲۸۰        | ۷ دقیقه و ۵۴ ثانیه      |      |
| ۱۳۱   | ۵۱  | خورشیدگرفتگی ۶ فوریه ۲۰۲۷   | ۱۶:۰۰:۴۸                          | حلقه‌ای | 31.3S 48.5W              | -۰٫۲۹۵۲ | ۰٫۹۲۸۱ | ۲۸۲        | ۷ دقیقه و ۵۱ ثانیه      |      |
| ۱۳۱   | ۵۲  | خورشیدگرفتگی ۱۶ فوریه ۲۰۴۵  | ۲۳:۵۶:۰۷                          | حلقه‌ای | 28.3S 166.2W             | -۰٫۳۱۲۵ | ۰٫۹۲۸۵ | ۲۸۱        | ۷ دقیقه و ۴۷ ثانیه      |      |
| ۱۳۱   | ۵۳  | خورشیدگرفتگی ۲۸ فوریه ۲۰۶۳  | ۷:۴۳:۳۰                           | حلقه‌ای | 25.2S 77.7E              | -۰٫۳۳۶  | ۰٫۹۲۹۳ | ۲۸۰        | ۷ دقیقه و ۴۱ ثانیه      |      |
| ۱۳۱   | ۵۴  | خورشیدگرفتگی ۱۰ مارس ۲۰۸۱   | ۱۵:۲۳:۳۱                          | حلقه‌ای | 22.4S 36.7W              | -۰٫۳۶۵۳ | ۰٫۹۳۰۴ | ۲۷۷        | ۷ دقیقه و ۳۶ ثانیه      |      |
| ۱۳۱   | ۵۵  | خورشیدگرفتگی ۲۱ مارس ۲۰۹۹   | ۲۲:۵۴:۳۲                          | حلقه‌ای | 20S 149W                 | -۰٫۴۰۱۶ | ۰٫۹۳۱۸ | ۲۷۵        | ۷ دقیقه و ۳۲ ثانیه      |      |
| ۱۳۱   | ۵۶  | ۲ آوریل ۲۱۱۷                | ۶:۱۵:۲۰                           | حلقه‌ای | 18.4S 101.1E             | -۰٫۴۴۵۹ | ۰٫۹۳۳۳ | ۲۷۴        | ۷ دقیقه و ۳۰ ثانیه      |      |
| ۱۳۱   | ۵۷  | ۱۳ آوریل ۲۱۳۵               | ۱۳:۲۷:۰۵                          | حلقه‌ای | 17.6S 6.5W               | -۰٫۴۹۷۳ | ۰٫۹۳۴۹ | ۲۷۴        | ۷ دقیقه و ۳۰ ثانیه      |      |
| ۱۳۱   | ۵۸  | ۲۳ آوریل ۲۱۵۳               | ۲۰:۲۹:۲۴                          | حلقه‌ای | 17.9S 111.8W             | -۰٫۵۵۵۷ | ۰٫۹۳۶۴ | ۲۷۹        | ۷ دقیقه و ۳۱ ثانیه      |      |
| ۱۳۱   | ۵۹  | ۵ مه ۲۱۷۱                   | ۳:۲۳:۱۵                           | حلقه‌ای | 19.4S 144.8E             | -۰٫۶۲۰۹ | ۰٫۹۳۷۸ | ۲۸۹        | ۷ دقیقه و ۳۲ ثانیه      |      |
| ۱۳۱   | ۶۰  | ۱۵ مه ۲۱۸۹                  | ۱۰:۰۸:۳۴                          | حلقه‌ای | 22.6S 43.3E              | -۰٫۶۹۲۸ | ۰٫۹۳۸۷ | ۳۰۹        | ۷ دقیقه و ۳۱ ثانیه      |      |
| ۱۳۱   | ۶۱  | ۲۷ مه ۲۲۰۷                  | ۱۶:۴۷:۴۷                          | حلقه‌ای | 27.5S 57W                | -۰٫۷۶۹۲ | ۰٫۹۳۹۳ | ۳۴۷        | ۷ دقیقه و ۲۵ ثانیه      |      |
| ۱۳۱   | ۶۲  | ۶ ژوئن ۲۲۲۵                 | ۲۳:۲۱:۳۱                          | حلقه‌ای | 34.6S 156.5W             | -۰٫۸۴۹۶ | ۰٫۹۳۹۲ | ۴۲۵        | ۷ دقیقه و ۱۰ ثانیه      |      |
| ۱۳۱   | ۶۳  | ۱۸ ژوئن ۲۲۴۳                | ۵:۴۹:۵۶                           | حلقه‌ای | 45.6S 104.7E             | -۰٫۹۳۴۲ | ۰٫۹۳۸  | ۶۵۲        | ۶ دقیقه و ۴۱ ثانیه      |      |
| ۱۳۱   | ۶۴  | ۲۸ ژوئن ۲۲۶۱                | ۱۲:۱۶:۲۸                          | جزئی   | 66.6S 6E                 | -1.0198 | 0.9282 |            |                         |      |
| ۱۳۱   | ۶۵  | ۹ ژوئیه ۲۲۷۹                | ۱۸:۴۱:۱۳                          | جزئی   | 67.7S 100.7W             | -1.1065 | 0.7802 |            |                         |      |
| ۱۳۱   | ۶۶  | ۲۰ ژوئیه ۲۲۹۷               | ۱:۰۷:۴۷                           | جزئی   | 68.7S 151.6E             | -1.1915 | 0.6346 |            |                         |      |
| ۱۳۱   | ۶۷  | ۱ اوت ۲۳۱۵                  | ۷:۳۴:۳۲                           | جزئی   | 69.6S 43.3E              | -1.2761 | 0.4898 |            |                         |      |
| ۱۳۱   | ۶۸  | ۱۱ اوت ۲۳۳۳                 | ۱۴:۰۶:۴۸                          | جزئی   | 70.5S 66.9W              | -1.3558 | 0.3534 |            |                         |      |
| ۱۳۱   | ۶۹  | ۲۲ اوت ۲۳۵۱                 | ۲۰:۴۲:۴۷                          | جزئی   | 71.2S 178.6W             | -1.4322 | 0.2228 |            |                         |      |
| ۱۳۱   | ۷۰  | ۲ سپتامبر ۲۳۶۹              | ۳:۲۵:۵۶                           | جزئی   | 71.7S 67.4E              | -1.5027 | 0.1025 |            |                         |      |